# Bryce Brown
Bryce Wade Brown (nascido em 24 de julho de 1997) é um jogador profissional de basquete estadunidense que atualmente joga pelo Wilki Morskie Szczecin da Liga Polonesa de Basquete (PLK).

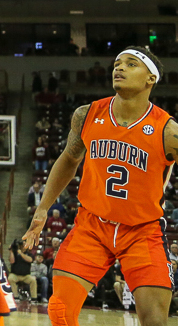
Brown em 2019

Durante sua carreira universitária, jogou basquete universitário pelos Auburn Tigers e foi o principal pontuador do primeiro time dos Tigers a chegar à Final Four. Foi selecionado duas vezes para o segundo time All-SEC (2018, 2019) e foi nomeado MVP do torneio SEC em 2019.
Depois de não ser selecionado no draft da NBA de 2019, foi convidado para jogar com o Sacramento Kings durante a Liga de Verão da NBA em Las Vegas. Após sua atuação na Liga, foi contratado como jogador afiliado do Maine Red Claws, o time da G League de propriedade do Boston Celtics. Em 7 de dezembro de 2019, Brown acertou um recorde de franquia de 11 em 11 arremessos de três pontos para os Red Claws em uma derrota por 128-123 para o Delaware Blue Coats.